# Den Helder
Den Helder és una ciutat del nord-oest dels Països Baixos, la darrera d'Holanda del Nord a terra ferma abans de les illes Frisones. Està situada davant de Texel, de la qual la separa l'estret de Marsdiep. Té un important port, base principal de la marina de guerra neerlandesa. És també punt de partida dels ferris vers Texel. Limita al sud amb Zijpe i Anna Paulowna.
El municipi de Den Helder té una superfície de 178,83 km², dels quals 133,42 corresponen a aigua i només 45,41 a terra. Hi viuen uns 60.000 habitants (59.238 habitants el juny del 2005) repartits entre Den Helder mateix (uns 44.000 habitants) i els nuclis de Julianadorp (15.000 hab.) i Huisduinen (1.000 hab.), actualment ja simples barris per culpa del creixement de la ciutat.

## Història
Huisduinen fou de fet el primer punt habitat de la zona, essent Den Helder fundat després no gaire lluny, si bé amb el nom de Nieuwediep, raó per la qual els habitants de Den Helder són coneguts com a Nieuwediepers. La regió on està situada Den Helder es coneix com a Kop van Noord-Holland («Cap d'Holanda del Nord») o Noordkop («Cap del Nord»). Antigament però l'ajuntament pertanyia a una àrea anomenada Texla que formava part de l'antigament independent Frísia Occidental.

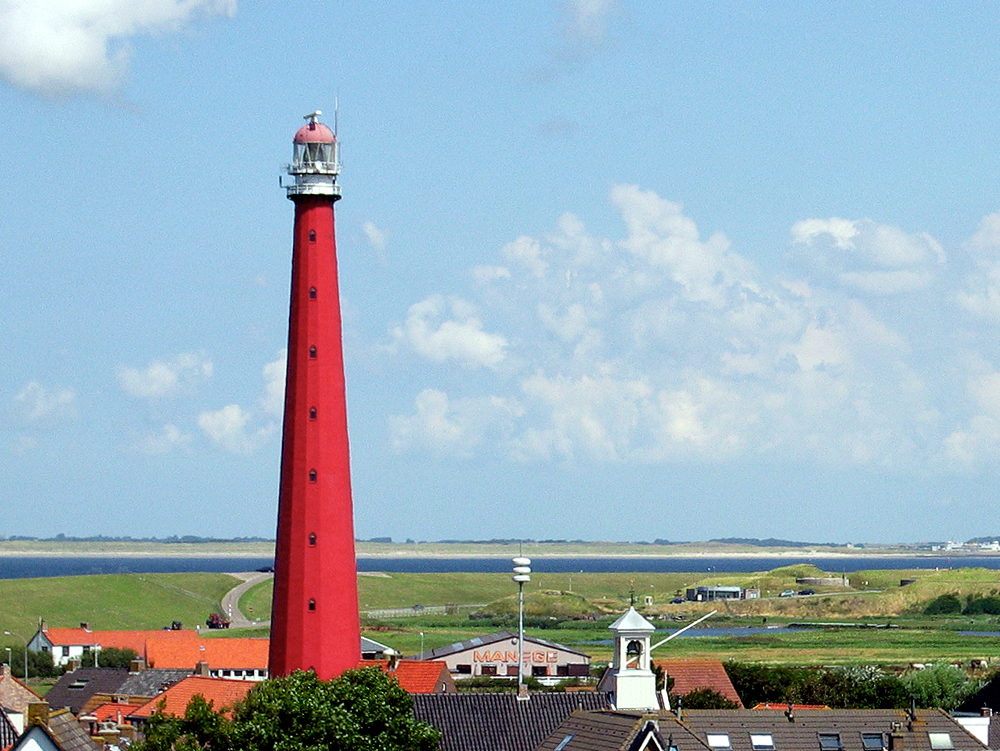
Vista de Huisduinen i el seu far.

Durant el domini napoleònic hom hi començà a construir un port per la marina de guerra, que es quedà a Den Helder després que els francesos marxessin el 1815, i n'acabaren el principal punt de suport.

## Ajuntament
El consistori està format per 31 regidors:
- PvdA - 8 regidors
- VVD - 6 regidors
- CDA - 4 regidors
- Progressief Den Helder - 2 regidors
- Stadspartij Den Helder - 2 regidors
- ChristenUnie - 2 regidors
- D66 - 2 regidors
- SP -2 regidors
- GroenLinks - 1 regidors
- Lijst Prins - 1 regidor
- KiesKees - 1 regidor

## Fills il·lustres
- Gerardus't Hooft (1946 -) físic, Premi Nobel de Física de l'any 1999.